# Neuseelandkriege
Die Neuseelandkriege, auch The Land Wars und früher Māorikriege genannt, waren eine Serie von Konflikten, die sich von 1843 bis 1872 in Neuseeland ereigneten. Verwickelt in die Kriege waren die Māori, die ersten Besiedler Neuseelands, und die europäischen Siedler, auch Pākehā genannt. Die europäischen Siedler wurden von hunderten, später tausenden erfahrenen britischen Soldaten unterstützt.

## Hintergrund
Der Vertrag von Waitangi, der im Jahre 1840 unterzeichnet wurde, besagte, dass die Māoristämme ungetrübten Besitz von Land, Wäldern, Fischgründen und anderen taonga haben sollten. So mancher vorherige Handel mit Land war zum Nachteil der Māori und oft auch nicht rechtens, und es wurde versucht, manche dieser Handelsabschlüsse noch vor der Unterzeichnung des Vertrags durchzubringen. Um solches zukünftig zu vermeiden, regelte der Vertrag, dass Land von den Māori nur noch an die Regierung verkauft werden dürfe. Dies wiederum führte zu Unzufriedenheit unter den Siedlern, deren Siedlungen nun auf Land standen, das zumeist weiterhin den Māori gehörte. Unter dem Druck der Siedler begann die Kolonialregierung allmählich, diese Regelung zu unterlaufen und erlaubte Siedlern, sich auf Land niederzulassen, dessen Eigentumsverhältnisse nicht sicher geklärt waren. Die Māori begannen, dagegen auch gewaltsamen Widerstand zu leisten.

## Konflikte

### Der Wairau-Tumult
Eine der ersten kriegerischen Auseinandersetzungen gab es 1843, bekannt als Wairau-Tumult. Er fand im Nordosten der Südinsel rund zehn Kilometer nördlich des heutigen Blenheim am Wairau River statt. Ausgelöst wurden die Kampfhandlungen durch Siedler aus Nelson, die Land in Besitz nehmen wollten, das ihnen nicht gehörte. 22 Mitglieder einer Art Bürgerwehr und vier Māori wurden hierbei getötet. Unter den Getöteten war auch Arthur Wakefield, der Gründer von Nelson.

### Der „Flagstaff War“
Erste ernste Kriegshandlungen gab es als im Flagstaff War („Fahnenmastkrieg“) vom März 1845 bis Januar 1846 im Norden der Nordinsel in der Gegend der Bay of Islands um Russell und weiter im Landesinneren. Die Ngāpuhi fällten viermal einen britischen Fahnenmast auf dem Flagstaff Hill, in der Folge kam es zu kriegerischen Auseinandersetzungen zwischen den Ngāpuhi und den Kolonialtruppen, die von loyalen Maori unterstützt wurden. In diesem Krieg wurde unter anderem die Schlacht von Ohaeawai geschlagen.

### Feldzüge
Gefolgt wurde dieser vom Hutt-Valley-Feldzug im Südwesten der Nordinsel von März bis August 1846 und dem Whanganui-Feldzug von April bis Juli 1847. Diese beiden Konflikte waren Folge des Vordringens von Siedlern auf Māoriland.
In diesen drei ersten Abschnitten der Neuseelandkriege kämpften die Māori jeweils nur bis zu einem Gleichstand. Sie wollten die Briten nicht schlagen oder besiegen oder aus den jungen Städten vertreiben. Demzufolge herrschten nun de facto britisches Recht in den Städten und Māorirecht und -sitten in den ländlichen Gebieten. Es folgte von 1848 bis 1860 eine Phase relativen Friedens und wirtschaftlicher Zusammenarbeit.

### Erster Taranakikrieg
Während dieser Zeit nahm die Besiedelung Neuseelands durch europäische Siedler stark zu. Fast wöchentlich erreichte nun ein Auswandererschiff aus Großbritannien Neuseeland, und um 1859 war mit rund 60.000 die Zahl der Siedler ungefähr so groß wie die der Māori. Da gleichzeitig die Bevölkerung der Māori abzunehmen begann, sahen manche das Aussterben des indigenen Volkes Neuseelands als wahrscheinlich an.
Die Erinnerungen der Pākehā, also der europäischen Siedler, an die ersten Kriege verblassten allmählich. Sie versuchten mit Militärgewalt, Landverkäufe durchzusetzen, was später von Gerichten des Landes als nicht rechtens verurteilt wurde. Trotzdem kam es im März 1860 zum Ersten Taranakikrieg, der zwölf Monate andauerte, aber keine Überlegenheit der Briten brachte. Es kam zur Vereinbarung einer Waffenruhe.

### Der Waikatokrieg
Diese währte allerdings nicht sehr lange, denn viele britische Siedler wollten sich nicht damit abfinden, dass die Māori den größten Teil der Nordinsel besaßen, und im Jahr 1863 brach erneut Krieg aus, der Waikatokrieg. Beginn war die Invasion von Waikato. Auf der Seite der Kolonialregierung kämpften rund 18.000 Soldaten, die Māori waren 4000 bis 5000 Mann stark. Māori waren jedoch nie ausschließlich Krieger, immer auch Sammler und Farmer und hatten Familien zu versorgen, und so kämpfte maximal die Hälfte zur selben Zeit.
Dieser Krieg einschließlich des Tauranga-Feldzugs war der schwerste der Neuseelandkriege.

### Zweiter Taranakikrieg
Das Ende des Waikatokriegs hatte die fast vollständige Enteignung allen Māorilandes zur Folge und führte daher rasch zum Zweiten Taranaki-Krieg. Dieser brachte teilweise die neuseeländische Infrastruktur zum Erliegen, so waren zuletzt praktisch alle Schulen geschlossen.

### Der East-Cape-Krieg
Die Zeit ab Ende 1864 bis zu Beginn 1868 war dann wieder ruhiger. Der wahrscheinlich folgenschwerste Vorfall in dieser Zeit war die Ermordung des Missionars Carl Sylvius Völkner. Zudem gab es zwei ernste Konflikte zwischen Māoristämmen, zwischen Anhängern und Gegnern von Pai Marire, einer religiösen anti-Pākehā-Gruppierung, der insbesondere die sich entwickelnde Zusammenarbeit zwischen Māori und Pākehā ein Dorn im Auge war. Diese Auseinandersetzungen sind auch bekannt als der East-Cape-Krieg, was eher eine Vereinfachung darstellt, denn dieser Krieg beschränkte sich nicht auf die Ostküste der Nordinsel, wie der Name suggeriert.

### Der Te-Kooti- und der Titokowaru-Krieg
Die beiden letzten Konflikte waren der Te-Kooti-Krieg und der Titokowaru-Krieg. Diese fanden zu Beginn der 1870er Jahre zeitgleich statt, wurden aber unabhängig voneinander ausgefochten.

### Nach 1872
Danach galten die Kriege zwischen der Kolonialregierung und den einheimischen Māori zunächst als beendet. Allerdings gab es auch danach immer wieder Konflikte und Vorfälle, wenn sie auch nicht mehr unter dem Begriff der Neuseelandkriege zusammengefasst werden. Die Invasion von Parihaka im Jahr 1881 ist ein Beispiel. Ein weiterer Vorfall in den 1890er Jahren wurde als der Dog Tax War (Hundesteuerkrieg) bekannt. Die Verhaftung von Rua Kenana 1916 oder selbst die Ereignisse am Bastion Point in den 1970er können als Teil dieser grundsätzlichen Auseinandersetzung betrachtet werden.

## Nicht nur Māori gegen Pākehā
Keiner der einzelnen Kriege war einfach nur ein Zweiparteienkonflikt.
Es gab immer Māori, die auch auf der Seite der Briten kämpften. Im Fahnenmastkrieg kämpfte gar eine ganze Armee Māori unter Tāmati Wāka Nene, unabhängig von den Briten, gegen Hone Heke, der ein wichtiger Gegner der britischen Kolonialregierung war. An der Schlacht von Waimate Pa waren britische Soldaten gar nicht beteiligt.
In den 1870er Jahren, im Te Kooti-Krieg, kämpften Māori als Teil der Kolonialstreitmacht. Der Stamm Ngāti Porou formte ein eigenes Regiment. Die Entscheidung, auf der Seite der Briten zu kämpfen, leitete sich jedoch von eigenen Interessen ab, die sich ändern konnten, und bedeutete keine generelle Zustimmung.
Auch die Pākehā können in zwei Gruppen geteilt werden. Ein Teil waren britische Soldaten einschließlich Australier, die oft für die Beteiligung an den Kämpfen erstmals ihr Heimatland verlassen hatten. Die andere Gruppe bestand aus Rekrutierungen aus den Reihen der Siedler, die somit der neuseeländischen Regierung und nicht London unterstanden.
Zudem gab es durchaus Siedler, die auf der Seite der Māori kämpften und sich mit ihnen identifizierten. Sie wurden Pākehā Māori genannt, übersetzt Pākehā, die Māori geworden waren. Der vielleicht bekannteste war Kimball Bent, der später ein anerkannter Tohunga, ein Priester, wurde.
Nicht übersehen werden darf, dass es eine deutliche Antikriegsbewegung unter den britischen Siedlern gab. Sie versuchten auf diplomatischem Wege auf die Regierung Druck auszuüben und protestierten gegen die Enteignung der Māori und Kriegshandlungen. Prominente Beispiele sind Bischof George Augustus Selwyn, Erzdiakon Octavius Hadfield und William Martin. In aller Regel ließ sich die Regierung hiervon nicht beeindrucken.

## Die Folgen
Māori wurden in weiten Teilen des Landes durch die Regierung enteignet, Gesetzesgrundlage hierfür war der New Zealand Settlements Act aus dem Jahr 1863, vermutlich als Instrument der Bestrafung für die Rebellion. In Wirklichkeit waren wahllos auch loyale Stämme betroffen. Mehr als 16.000 km² Land wurden beschlagnahmt. Obwohl die Hälfte davon später zurückgegeben wurde oder wenigstens Entschädigungsgelder bezahlt wurden, erhielten oft genug nicht die ursprünglichen Besitzer das Land oder die Zahlungen. Die Enteignungen hatten erheblichen Einfluss auf die soziale und wirtschaftliche Entwicklung der betroffenen Stämme.
Das Vermächtnis der Neuseelandkriege ist bis heute spürbar, vor allem im Rahmen von juristischen Auseinandersetzungen. In zahlreichen Berichten hat das Waitangi Tribunal die britische Krone für ihr Vorgehen in den Kriegen kritisiert, und einmal hatten auch Māori den Vertrag von Waitangi gebrochen.
Die britische Krone hat eingeräumt, dass bestimmte Aspekte der Kriegsführung und der Enteignung einen Bruch des Vertrags von Waitangi bedeuteten und hat eine Entschuldigung ausgesprochen.

## Weiterführende Literatur
- Michael Barthorp: To Face the Daring Māori. Hodder and Stoughton, 1979.
- James Belich: The New Zealand Wars. Penguin, 1988.
- James Belich: Making Peoples. Penguin, 1996.
- Judith Binney: Redemption Songs: A Life of Te Kooti Arikirangi Te Turuki. Auckland University Press, Auckland 1995.
- T. L. Buick: Old Marlborough. Capper Press, Christchurch 1976. (Originally published in 1900)
- J. Cowan, P. D. Hasselberg: The New Zealand Wars. New Zealand Government Printer, 1983. (Originally published 1922)
- Peter Hobbins: Maori and Pakeha: British Colonial wars in New Zealand (Part 1). 2004. Paper on the Victorian Military Society website. (Part 2 not yet published) (online)
- Jack Lee: I have named it the Bay of Islands. Hodder and Stoughton, 1983.
- Jack Lee: Hokianga. Hodder and Stoughton, 1987.
- F. E. Maning: A History of the War in the North of New Zealand against the Chief Heke. 1862.
- Peter Maxwell: Frontier, the Battle for the North Island of New Zealand. Celebrity Books, 2000.
- Chris Pugsley: Manufacturing a War: Grey, Cameron and the Waikato Campaign of 1863-4. 1998.
- Tony Simpson: Te Riri Pākehā. Hodder and Stoughton, 1979.
- Keith Sinclair (Hrsg.): The Oxford Illustrated History of New Zealand. 2. Auflage. Oxford University Press, Wellington 1996.
- Michael King: The Penguin History of New Zealand. Penguin, 2003.
- Richard Stowers: Forest Rangers. Richard Stowers, 1996.
- Dom Felice Vaggioli: History of New Zealand and its inhabitants. University of Otago Press, Dunedin 2000, ISBN 1-877133-52-3. (Original Italian publication, 1896).
- Ranginui Walker: Ka whawhai tonu matou: Struggle without end. Penguin 2004.
- The people of Many Peaks: The Māori Biographies. In: Dictionary of New Zealand Biography. Vol. 1: 1769–1869. Bridget Williams Books, 1990.